# Dusza człowieka w socjalizmie
Dusza człowieka w socjalizmie (ang. The Soul of Man under Socialism) – esej Oscara Wilde’a z 1891, w którym autor przedstawia swój socjalistyczno-wolnościowy światopogląd oraz krytykę organizacji charytatywnych. Dzieło powstało pod wpływem filozofii anarchistycznej, którą Wilde się zainteresował po lekturze dzieł Piotra Kropotkina.

## Informacje ogólne
W eseju Wilde twierdzi, że w kapitalizmie „większość ludzi marnuje swoje życie oddając się niezdrowemu i przesadnemu altruizmowi – a właściwie są zmuszeni by je marnować”. Zamiast realizować swoje prawdziwe talenty, tracą czas na rozwiązywanie problemów społecznych spowodowanych przez kapitalizm, nie zważając na trudy życia codziennego. W ten sposób wrażliwi ludzie „z pełną powagą i rzewnie oddają się naprawianiu zła, które widzą. Ale ich zabiegi nie leczą choroby, a jedynie ją przedłużają”, ponieważ, jak twierdzi Wilde, „prawdziwym celem powinna być próba odbudowania społeczeństwa na takich zasadach, by nędza nie była możliwa”.
Esej został pierwszy raz opublikowany w 1891 na łamach Fortnightly Review. W 1895 wyszła jego książkowa wersja, tym razem pod tytułem Dusza Człowieka (ang. The Soul of Man).

## Treść
Wilde nie postrzegał dobroci i altruizmu jako problemu samego w sobie; to, co go martwiło, to jego błędne zastosowanie w sposób, który pozostawia nierozwiązane przyczyny problemu: „cnoty altruistyczne w rzeczywistości przeszkadzają w osiągnięciu tego celu. Podobnie jak najgorszymi właścicielami niewolników byli ci z nich, którzy dobrze traktowali swoich niewolnych, w ten sposób nie dając im pojąć okropności systemu, któremu byli podlegli, tak samo w dzisiejszej Anglii ludźmi, którzy czynią najwięcej zła, są ci, którzy próbują uczynić najwięcej dobrego” przy jednoczesnym zachowaniu systemu.
Największa troska Wilde’a była związana z duszą człowieka; kiedy analizował ubóstwo oraz jego przyczyny i skutki, nie tylko materialny dobrobyt ubogich go dręczył, ale również niemożliwość osiągnięcia przez nich samoświadomości i oświecenia, na co nie pozwalało społeczeństwo. Za symbol najwyższego indywidualisty uznał Jezusa z Nazaretu. Wilde opowiadał się za socjalizmem, który „będzie stanowił wartość z tego powodu, iż będzie prowadził do Indywidualizmu” i „poprzez zamianę własności prywatnej na dobro publiczne, a współzawodnictwa na współdziałanie, przywróci społeczeństwu właściwy mu stan zdrowego organizmu i zapewni byt materialny każdemu członkowi społeczeństwa”.
Wilde badał warunki polityczne niezbędne do pełnego samorozwoju i oddania się sztuce, argumentując: „Sztuka jest Indywidualizmem, a Indywidualizm – siłą dezintegrującą i rozbijającą. To właśnie stanowi o jego wielkiej wartości, bo tym, co zamierza rozbić, są: monotonia typowości, niewola zwyczaju, tyrania przyzwyczajenia i redukcja człowieka do poziomu maszyny”.
Autor podkreśla, że socjalizm „indywidualny” należy oddzielić od „Socjalizmu Autorytarnego” (rządowego-centralnego), opowiadając się za bardziej wolnościowym podejściem: „Jeśli Socjalizm ma być autorytarny; jeśli rządy mają zostać wyposażone we władzę ekonomiczną, jak dziś wyposażone są we władzę polityczną; jednym słowem, jeśli mamy mieć Tyranie Przemysłowe, wtedy ostatni stan ludzkości będzie gorszy od pierwszego”.
W społeczeństwie socjalistycznym ludzie będą mieli możliwość realizacji swoich talentów; „każdy członek społeczeństwa będzie miał swój udział w ogólnym bogactwie i szczęściu społeczeństwa”. Wilde dodał, że „z drugiej strony, Socjalizm będzie stanowił wartość z tego powodu, iż będzie prowadził do Indywidualizmu”, ponieważ jednostki nie będą już musiały obawiać się ubóstwa czy głodu. Ten indywidualizm chroniłby z kolei przed wykorzystywaniem przez rządy swojej władzy nad obywatelami. Jednak Wilde opowiadał się za niekapitalistycznym indywidualizmem: „Owszem, można powiedzieć, iż ten Indywidualizm, który powstaje w warunkach własności prywatnej nie jest zawsze ani nawet z zasady, dobry czy wspaniały”. W ten sposób socjalizm, w wyobraźni Wilde’a, uwolniłby ludzi od pracy fizycznej i pozwoliłby im poświęcić swój czas na twórcze poszukiwania, rozwijając w ten sposób ich duszę. Swoją pracę kończy słowami: „Nowy Indywidualizm – to nowy Hellenizm”.

## Interpretacja
Dominującą tendencją w rosnącym ruchu anarchistycznym był tzw. anarchokomunizm, propagowany przez zwolenników imigranta rosyjskiego księcia Piotra Kropotkina, który w roku 1886 rozpoczął swój długi pobyt w Anglii. Kropotkin stał się intelektualnym mentorem rozmaitych grup anarchistycznych w Anglii i poza jej granicami. Oscar Wilde już wcześniej wykazywał sile przywiązanie do idei wolności, co m.in. widać w Sonecie do wolności (ang. Sonnet to Liberty), natomiast dopiero po lekturach pism Kropotkina ogłosił się anarchistą. W De Profundis, opisał go jako „człowieka o duszy pięknego białego Chrystusa przybywającego z Rosji” (Wilde 1905, s. 96). Niemniej jednak w Duszy ludzkiej w socjalizmie dostrzec można większy wpływ filozofii Williama Godwina aniżeli Kropotkina.
Według anarchistycznego historyka George’a Woodcocka „celem Wilde’a w Duszy ludzkiej w socjalizmie jest poszukiwanie społeczeństwa najbardziej sprzyjającego artyście. […] dla Wilde’a sztuka jest bowiem najwyższym celem, zawierającym w sobie oświecenie i regenerację, któremu musi być podporządkowane wszystko inne w społeczeństwie. […] Wilde jest anarchistą poprzez estetyzm”. Woodcock nazwał esej „Najambitniejszym wkładem w anarchizm literacki w latach 90 XIX wieku” i stwierdził, że miała na niego wpływ głównie myśl Williama Godwina.